# Château de Folgoux
Le château de Folgoux est un édifice situé à Malvières, en France.

## Localisation
Le château est situé sur le territoire de la commune de Malvières, dans le département  de la Haute-Loire, en région Auvergne-Rhône-Alpes.

## Description
Le domaine se compose d'une ancienne maison forte avec communs et jardins. Un portail donne accès à une première cour entourée de bâtiments de communs à l'est et à l'ouest. Elle est fermée au nord par un muret et un portail qui donne accès à une deuxième cour intérieure délimitée sur le côté ouest par le prolongement des communs, du côté nord par le logis d'habitation et du côté est par le muret et le portail du jardin. Le château lui-même, de plan rectangulaire, est composé de la juxtaposition de deux corps de bâtiments accolés. Le premier, à l'ouest, représente l'habitation primitive ; le second est garni en son centre d'une tour d'escalier carrée. Une tour ronde et basse, située à l'angle sud-est, abrite la chapelle. Les jardins étaient autrefois composés à la française. À l'intérieur du château, décors des XVIIe et XVIIIe siècles.

## Historique
La seigneurie de Folgoux est attestée en 1318, et dépendait de la haute justice de l'abbaye de la Chaise-Dieu. Le château est probablement construit en 1344, date inscrite sur le mur. Le château est incendié et pillé vers 1590 pendant les guerres de Religion. Quelques éléments anciens subsistent, comme la cheminée de la cuisine, la tour carrée avec son escalier à vis ainsi que la fenêtre. L'édifice est reconstruit au début du XVIIe siècle.
Le château est inscrit au titre des monuments historiques par arrêté du 21 juin 1994.

## Protection
Le château avec ses décors intérieurs (comprenant notamment la cuisine, le grand salon, la salle à manger, la chambre verte et la chambre à alcôve), son allée d'accès, ses communs, sa cour, ses portails et ses jardins.

## Lieu de tournage
- Gaspard des montagnes, réalisé par Jean-Pierre Decourt (1965-1966)